# Haploscythris paulianella
Haploscythris paulianella är en fjärilsart som beskrevs av Pierre E.L. Viette 1956. Haploscythris paulianella ingår som enda art i släktet Haploscythris och familjen fältmalar, Scythrididae. Inga underarter finns listade i Catalogue of Life.